# Юката
Юката е традиционно японско лятно облекло.

## Разлика между юката икимоно
Основната разлика, която може да се види между юката и кимоно, е в тяхната материя. Юката е от памучен плат, а кимоно се предлага в копринена материя. Друга разлика, която може да се види, е, че юката се носи през летния сезон. Те също се носят като халати на места като Hot Springs. Буквално означава, дрехите за къпане, юката са получени от „Yu“, което означава баня, и „katabira“, което означава под дрехи. Буквално означаващо, „нещо, което трябва да се носят“, кимоно е получено от „Ki“, което означава „износване“ и „моно“, което означава „нещо“. За разлика от дрехите от юката, дрехите от кимоно имат поне две яки. От двете яки единият седи близо до шията, а другият е поставен малко по-ниско, така че двете яки се виждат отличително.
Докато използвате кимоно, ще трябва да се носят чорапи. Това означава, че уникални обувки, като зори или гета, ще трябва да се носят с дрехи за кимоно. Въпреки че, това не е задължително, докато носите рокля с юката.
И мъжете, и жените обикновено носят кимоно. От друга страна, юката се носи повече от жени, отколкото от мъже. По отношение на цената кимоното е по-скъпо от юката. Освен това може да се види, че дизайните на Kimono са много уникални и няма да се натъкнете на два кимона от същия тип.
Кимоно се счита за по-бляскава рокля, дрехите от юката се считат за обикновена дреха.